# Ленерт, Юрген
Ю́рген Ле́нерт (нем. Jürgen Lehnert; 2 ноября 1954, Магдебург) — немецкий гребец-байдарочник, выступал за сборную ГДР на всём протяжении 1970-х годов. Бронзовый призёр летних Олимпийских игр в Монреале, чемпион мира, победитель многих регат национального и международного значения.

## Биография
Юрген Ленерт родился 2 ноября 1954 года в городе Магдебурге. Активно заниматься греблей начал с раннего детства, проходил подготовку в одном из местных спортивных клубов.
Первого серьёзного успеха на взрослом международном уровне добился в 1973 году, когда попал в основной состав немецкой национальной сборной и побывал на чемпионате мира в финском Тампере, откуда привёз награду бронзового достоинства, выигранную в зачёте четырёхместных байдарок на дистанции 1000 метров. Год спустя на аналогичных соревнованиях в Мехико одержал в той же дисциплине победу и получил таким образом звание чемпиона мира. За это выдающееся достижение награждён бронзовым орденом «За заслуги перед Отечеством».
Благодаря череде удачных выступлений удостоился права защищать честь страны на летних Олимпийских играх 1976 года в Монреале — в составе четырёхместного экипажа, куда также вошли гребцы Рюдигер Хельм, Бернд Дювиньо и Франк-Петер Бишоф, завоевал на километровой дистанции бронзовую медаль, проиграв в финале только командам из СССР и Испании. Вскоре по окончании этих соревнований принял решение завершить спортивную карьеру.
Покинув большой спорт, работал тренером по гребле на байдарках и каноэ в своём родном клубе в Магдебурге.